# ژور-زان-وو
ژور-زان-وو (به فرانسوی: Jours-en-Vaux) یک کمون در فرانسه با جمعیت ۹۷ نفر است که در Canton of Nolay واقع شده‌است.